# Culver Cadet
El Culver Cadet fue un avión ligero biplaza monoplano estadounidense, y también un avión no tripulado radio controlado, producido por la Culver Aircraft Company.

## Diseño y desarrollo
El diseñador de aviones Al Mooney desarrolló una versión mejorada del Culvert Dart, ideada para proporcionar mejores prestaciones con un motor más pequeño. Designado originalmente como Culver Model L, el prototipo voló por primera vez el 2 de diciembre de 1939. El avión fue bautizado como Culver Cadet. Aunque similar al anterior Dart, el Cadet tenía un fuselaje semimonocasco en lugar del de tubos de acero soldados, y tren de aterrizaje retráctil de rueda de cola. La primera versión (el Cadet LCA) estaba propulsada por un motor bóxer Continental A75-8 de cuatro cilindros y 56 kW (75 hp).
La versión de 1941 fue designada como Cadet LFA e introdujo varios refinamientos y más equipo, y fue dotada de un motor Franklin de 67 kW (90 hp). La producción se detuvo tras la entrada de los Estados Unidos en la Segunda Guerra Mundial en diciembre de 1941, pero el Cadet había conseguido órdenes de exportación, incluyendo Uruguay, y ahora tenía un nuevo papel militar.
El Cadet fue uno de los seis modelos que diseñó Al Mooney en sus ocho años en Culver. Se marcharía para fundar Mooney Aircraft.

## Historia operacional
En 1940, el Cadet LCA fue seleccionado por el Cuerpo Aéreo del Ejército de los Estados Unidos como adecuado para ser usado como blanco aéreo radio controlado. El primer avión fue designado Culver A-8 (más tarde XPQ-8) y estaba basado en el Cadet LFA, excepto por tener un tren de aterrizaje triciclo fijo. Tras realizarse unas exitosas pruebas, se emitió una orden de producción de 200 ejemplares, siendo designados PQ-8, y más tarde ordenándose otros 200 con un motor más potente, como PQ-8A. A finales de 1941, la Armada estadounidense adquirió un PQ-8A para evaluarlo, y luego ordenó 200 aparatos ese año como TDC-2. Más tarde se construyó una versión agrandada y mejorada como Culver PQ-14.
En 1941, Culver diseñó el modelo NR-B como un PQ-8 Cadet mejorado con un más potente motor Franklin O-300-3, y las USAAF planearon evaluarlo como blanco aéreo bajo la designación PQ-9. Sin embargo, tanto el prototipo XPQ-9 como la versión de producción PQ-9 fueron cancelados, debido probablemente a que el PQ-14 era más prometedor.
Varios Cadet, con orígenes tanto civiles como militares, estaban todavía (2012) en estado de vuelo en los Estados Unidos, y algunos están preservados en estado de vuelo en museos.

## Supervivientes
La colección permanente de la Ohio History Connection alberga un Culver Cadet, NC20989, desde el año 2000.

## Variantes

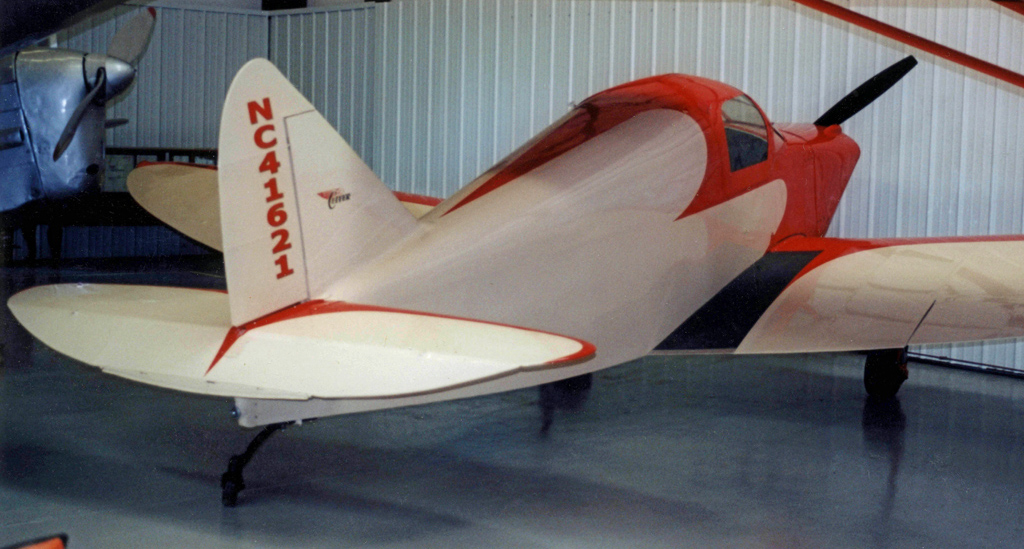
Cadet LCA de 1941 preservado en estado de vuelo en 2006.

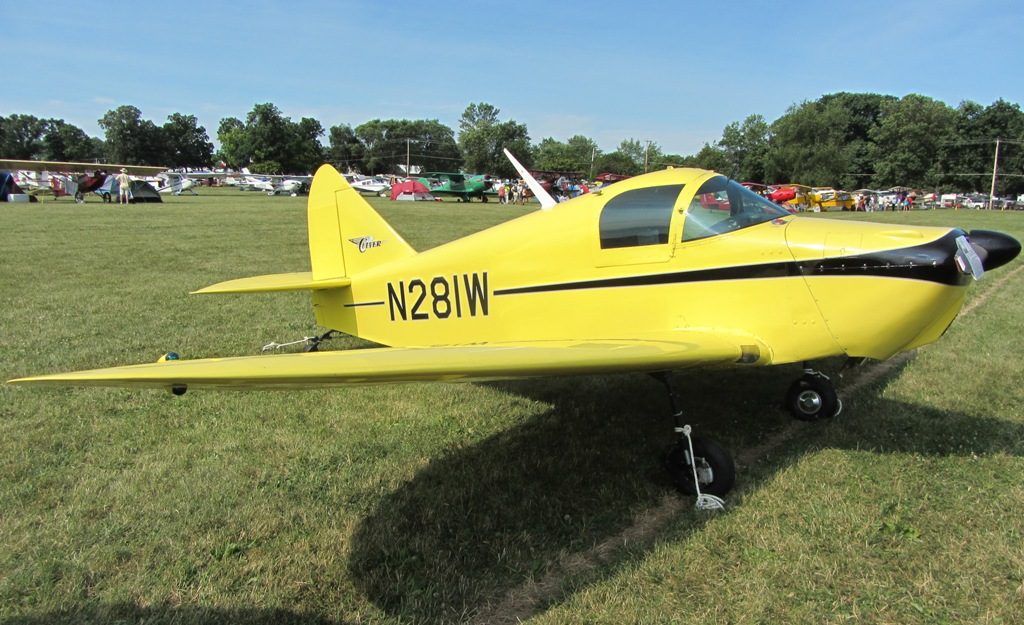
Culver Cadet de 1940.

Cadet LCA
Versión inicial de producción propulsada por un motor Continental A75-8 de 56 kW (75 hp).
Cadet LFA
Versión mejorada con un motor Franklin 4AC-176-F3, Franklin 4AC-176-D2 o Franklin 4AC-176-D3 de 60 kW (80 hp), sistema eléctrico completo y motor de arranque.
Cadet LFA-90
Variante de edición limitada con motor Franklin 4AC-199-E3 de 67 kW (90 hp).
LAR (A-8 del Ejército)
Designación inicial de una versión militar de blanco aéreo radio controlado, más tarde redesignada PQ-8.
LAR-90 (PQ-8 del Ejército)
Versión militar inicial de blanco aéreo, 200 construidos.
PQ-8A
PQ-8 propulsado por un motor Lycoming O-290 de 93 kW (125 hp), redesignado Q-8A en 1948, 200 construidos.
Q-8A
PQ-8A redesignados en 1948.
TDC-1
Un PQ-8 para evaluación por la Armada estadounidense.
TDC-2
Versión de producción del PQ-8A para la Armada, 200 construidos.
PQ-9
Designación dada al modelo NR-B para una planeada evaluación, no construido.
Helton Lark 95
Desarrollo del Cadet por Helton Aircraft Corporation de Mesa (Arizona). Propulsado por un motor Continental C90-16F de 67 kW (90 hp). Certificado de tipo de la FAA aprobado en septiembre de 1966. 15 Lark 95 entregados en 1966. Helton abandonó los negocios en 1971.
Helton Lark 95A
Lark 95 modificado, con fuselaje 0,61 m más largo y superficies de cola revisadas.
Aero Systems Cadet STF
Diseño de Cadet "optimizado" desde planos, ofertado por Aero Systems de La Mesa (California), en 2010. Los planos muestran una estructura de madera y acero, con una planta motriz Continental O-200 de 75 kW (100 hp), produciendo una velocidad de crucero de 217 km/h.

## Operadores
Estados Unidos
- Cuerpo Aéreo del Ejército de los Estados Unidos
- Armada de los Estados Unidos

## Supervivientes

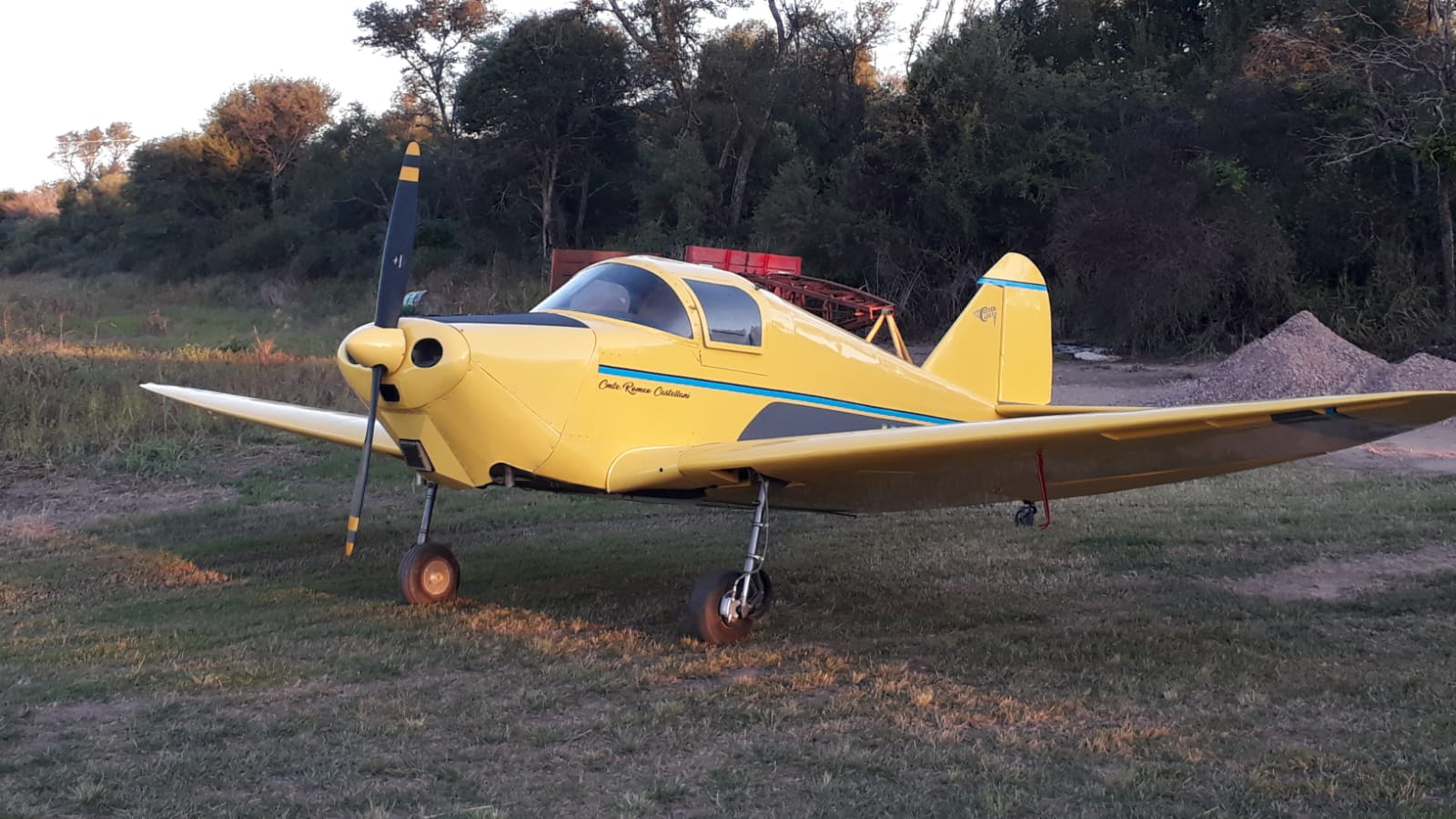
Culver Cadet "LV-NBS" restaurado por el Comandante Romeo Castellani.

- El Museo Nacional del Aire y el Espacio de Estados Unidos posee un Culver TD2C-1, Serial No. 120035, usado por la Armada de los Estados Unidos. Este avión se encuentra almacenado, a la espera de restauración.[5]

- Un Culver Cadet LCA, Serial No. NC34785 (construido en 1941), está en exhibición en el Museo Occidental de Aviones y de Automóviles Antiguos.[6]

- Un Culver Cadet LFA, Serial No. 274, está en exhibición en condiciones de vuelo en el Champaign Aviation Museum.[7]

- Un Culver Cadet de matrícula LV-NBS de propiedad particular, en condiciones aptas para el vuelo y operando cotidianamente, con base en Las Breñas,provincia del Chaco, Argentina.

## Especificaciones (Cadet LFA)

### Características generales
- Tripulación: Dos
- Longitud: 5,4 m (17,7 ft)
- Envergadura: 8,2 m (27 ft)
- Altura: 1,7 m (5,5 ft)
- Superficie alar: 11,2 m² (120 ft²)
- Peso vacío: 366 kg (806,7 lb)
- Peso cargado: 592 kg (1304,8 lb)
- Planta motriz: 1× motor bóxer de cuatro cilindros refrigerado por aire Franklin 4AC-176-F3.
  - Potencia: 60 kW (83 HP; 82 CV)

### Rendimiento
- Velocidad máxima operativa (Vno): 229 km/h (142 MPH; 124 kt)
- Alcance: 805 km (435 nmi; 500 mi)
- Techo de vuelo: 5180 m (16 995 ft)

## Aeronaves relacionadas

### Desarrollos relacionados
- Culver PQ-14 Cadet

### Secuencias de designación
- Secuencia A-_ (Blancos aéreos no tripulados del USAAC, 1940-41): ← A-5 - A-6 - A-7 - A-8
- Secuencia TD_C (Blancos aéreos no tripulados de la Armada estadounidense, 1942-1946 (Culver, 1941-1946)): TDC - TD2C - TD3C - TD4C
- Secuencia PQ-_ (Blancos Aéreos Tripulados de las USAAF, 1942-1947): PQ-8 - PQ-9 - PQ-10 - PQ-11 - PQ-12 →
- Secuencia Q-_ (Aeronaves no tripuladas de la USAF, 1948-1962): ← Q-5 - Q-6 - Q-7 - Q-8 - Q-9 - Q-10 - Q-11 →